# 娄东街道
娄东街道是位于中国江苏太仓市区的东边的一个街道，常住人口7.06万人，面积71.72平方公里。产业主要是台资企业，大部分生产自行车和相关产业 。
娄东街道成立于2011年，由原陆渡镇所辖区域与城厢镇、沙溪镇的部分区域合并而成，是太仓市首个正科级建制的街道办事处。

## 行政区划
现辖：
惠阳社区、太平社区、东郊社区、洋沙社区、朝阳社区、太胜社区、太东社区、香花桥社区、华盛园社区、娄江社区、滨河社区、小桥村、花北村和岳南村。